# Schizura humilis
Schizura humilis är en fjärilsart som beskrevs av Walker 1865. Schizura humilis ingår i släktet Schizura och familjen tandspinnare. Inga underarter finns listade.